# 티불루스

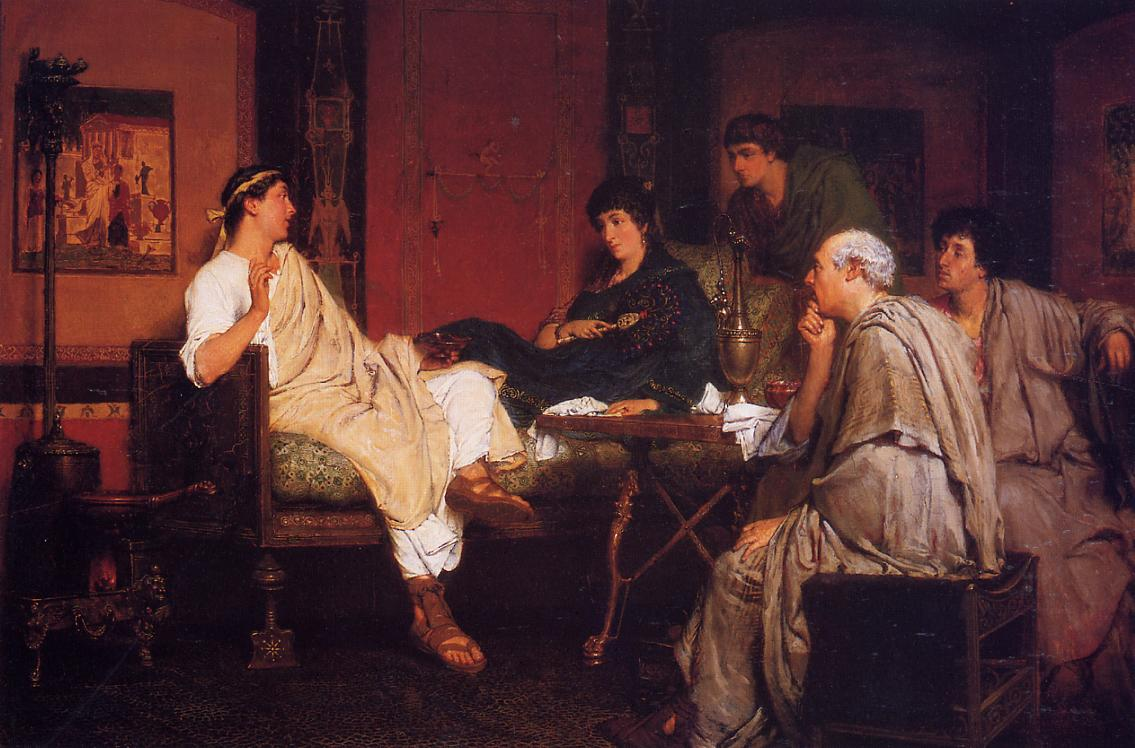

알비우스 티불루스(Albius Tibullus, 기원전 55년? ~ 기원전 19년?)는 아우구스투스(재위 기원전 27년 ~ 기원후 14년) 시대의 로마 비가 시인이다. 다른 기사계급 출신의 시인과 마찬가지로 기원전 40년의 내전 결과 페툼의 저택을 몰수당했으나 그 후 메살라 장군에게 재능을 인정받아 아퀴타니아와 아시아로 원정했고, 기원전 29년에는 코르키라에서 병을 얻어 로마로 귀환했다. 그 후, 아름다운 목가조의 시를 남긴 채 젊어서 세상을 떠났다. 초기의 시는 평민출신의 처녀 델리아에 바쳤으나 부정에 배신당해 마라투스라는 소년을 사랑한다. 이 밖에 복수의 여신 네메시스의 이름을 지닌 탐욕스런 여인의 시, 제시, 탄생일의 노래, 메사리누스의 취임을 축복하는 축가 등이 있는데, 그의 비가 3권은 로마 비가 가운데 최고로 꼽히고 있다. 호라티우스, 베르길리우스, 프로페르티우스, 오비디우스 등은 그의 친구이다.